# Sârbești (okręg Buzău)
Sârbești – wieś w Rumunii, w okręgu Buzău, w gminie Vintilă Vodă. W 2011 roku liczyła 421 mieszkańców.